# Plagiochila renitens
Plagiochila renitens là một loài rêu tản trong họ Plagiochilaceae. Loài này được (Nees) Lindenb. miêu tả khoa học lần đầu tiên năm 1840.